# Hard in Bangkok
Hard in Bangkok is een verzamelalbum dat op 27 maart 2020 werd uitgebracht door het platenlabel Barong Family. Het album bevat een mix van elektronische muziekstijlen, waaronder house, hardstyle en trap. Het betreft het elfde verzamelalbum dat door het label is uitgegeven.

## Productie
Het album ontstond tijdens een vijfdaagse productiesessie in september 2019 in Bangkok, Thailand. Deze sessie werd georganiseerd op initiatief van Yellow Claw en bracht veertien artiesten van het Barong Family-label samen, waaronder Radical Redemption, LNY TNZ, Lil Texas, RayRay en Juyen Sebulba. Hun samenwerking resulteerde in achttien tracks.

## Marketing
Ter promotie van het album werd vooraf de single "Supernoize" uitgebracht, een samenwerking tussen Yellow Claw, Juyen Sebulba en RayRay. Daarnaast fungeerde het nummer "Naughty", van RayRay en Crisis Era, als teaser. Drie ep's werden voorafgaand aan het album uitgebracht: Hard in Bangkok Pt. 1, Hard in Bangkok Pt. 2, en Hard in Bangkok Pt. 3. Deze ep's bouwden op naar de uitgave van het volledige album. Daarnaast werd er een zevendelige videodocumentaireserie geproduceerd over de productie van het album, die op YouTube werd gepubliceerd.

## Tracklist
1. "Supernoize" - Yellow Claw, Juyen Sebulba, RayRay - 3:13
2. "Ill As This" - Crisis Era, Rawtek - 3:19
3. "Tom Yam Disco" - Sihk, Stoltenhoff - 3:00
4. "Beat Hotel" - Radical Redemption, NONSENS - 3:11
5. "Naughty" - RayRay, Crisis Era - 3:05
6. "Energy" - Rawtek, Stoltenhoff - 2:39
7. "Beat Your Mother" - Yellow Claw, Radical Redemption, Lil Texas - 3:11
8. "BKK to LA" - LNY TNZ, Rawtek - 3:07
9. "Let There Be Bass" - Yellow Claw, Dither - 3:24
10. "Temple" - NONSENS, Rawtek - 2:49
11. "Tuk Tuk Terror" - RayRay, Dither - 2:59
12. "Spicy Curry" - Psycho Boys Club, Sihk - 2:42
13. "Neon City" - RayRay, Bellorum - 3:18
14. "Free Your Mind" - Yellow Claw, Crisis Era - 2:59
15. "Nana Street" - RayRay, Ghøster - 3:13
16. "Money Call" - Rawtek, Bellorum - 3:28
17. "Wake Up" - Lil Texas, Rawtek - 2:46
18. "Welcome to Hell" - Dither, Juyen Sebulba - 2:41